# Nan Wood Honeyman
Nan Wood Honeyman (ur. 15 lipca 1881 roku – zm. 10 grudnia 1970 roku) – amerykańska polityk związana z Partią Demokratyczną.
W latach 1937–1939 przez jedną dwuletnią kadencję Kongresu Stanów Zjednoczonych reprezentowała trzeci okręg wyborczy w stanie Oregon w Izbie Reprezentantów Stanów Zjednoczonych. Była pierwszą kobietą w stanie Oregon wybraną do Izby Reprezentantów.

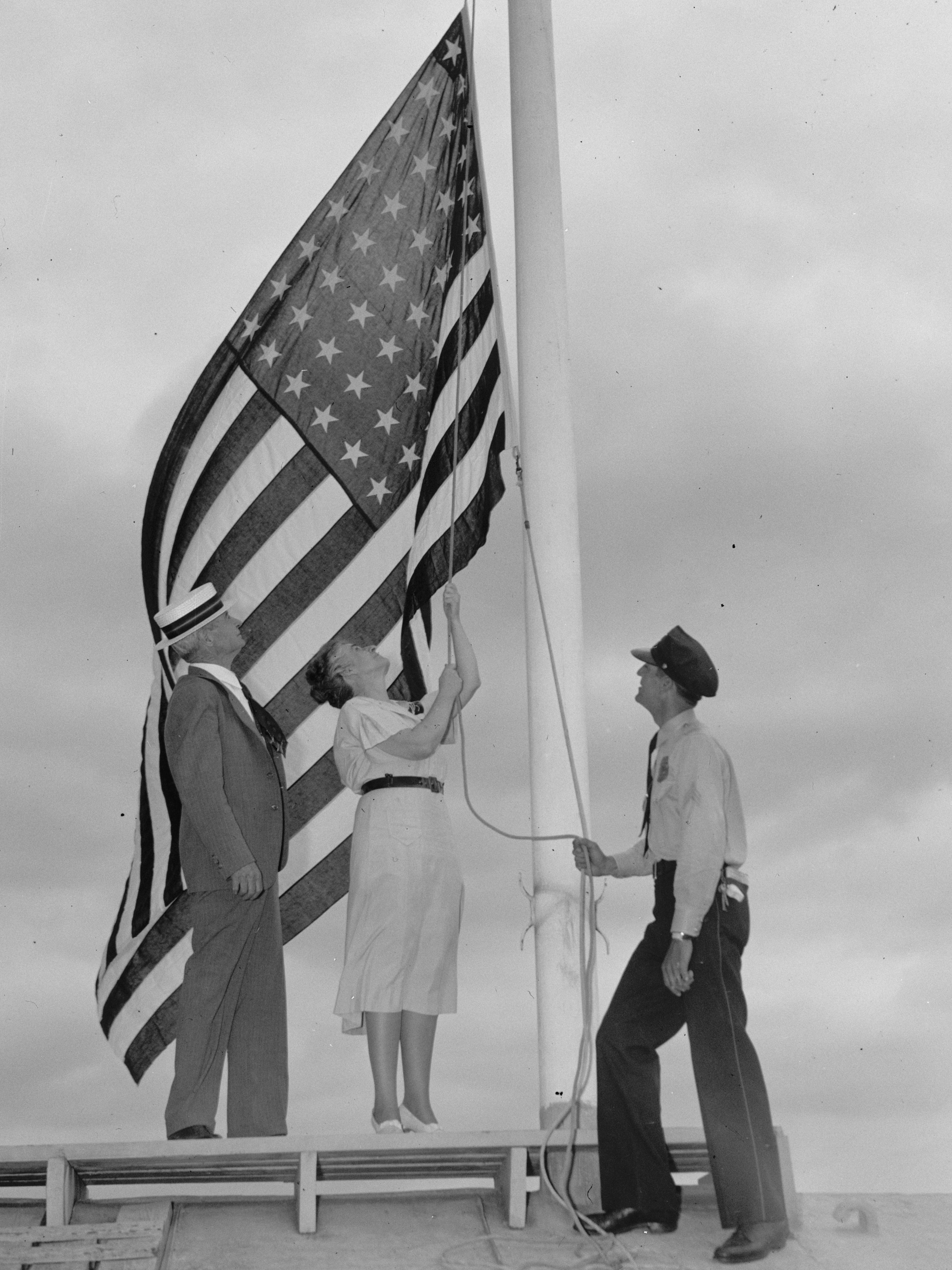
1938